# Ходмезевашархељ
Ходмезевашархељ или Вашаршељ (раније Вашрељ; мађ. Hódmezővásárhely, рум. Ioneşti), град је у Чонградско-чанадској жупанији у мађарској области Регија велике јужне равнице. Седиште дате жупаније је у оближњем Сегедину (20 километара удаљеном), па Ходмезевашархељ спада међу највеће градове у Мађарској који нису седишта жупанија.

## Положај
Ходмезевашархељ се сместио у источном делу средишње Панонске низије, у близини реке Тисе. Од првог већег града, Сегедина је град удаљен 20 километар североисточно.

## Историја
Постоје остаци из праисторијског доба и сматра се да овај предео стално насељен већ 6000 година. У 8. веку долази до насељавања Мађара у ове крајеве, који затичу словенска племена, која су се бавила земљорадњом.
У касном средњем веку на подручју данашњег града настало је неколико села, која ће касније образовати градско насеље. Први јасни подаци о постојању града вежу се за годину 1437. Даљи развој града прекинут је турским освајањима у Панонској низији и град пада под њихову валст 1542. године.
Румуни из Ердеља масовно долази ту и насељавају се 1816-1817. године. Невоља, звана глад после неродних година их је натерала на то. Међутим, њихово досељавање је променило демографску слику; довело до деоба између православних житеља.
По доласку власти Хазбурговаца на просторе Ходмезевашархеља град је преко 100 година био у оквиру имања властелинске породице Карољи. После тога град је био познат као једно од важних места у револуцији 1848/49. Крајем 19. века град брзо напредује, а 1873. године добијена су и градска права. Ово прати и нагла индустријализација и ширење градског атара, па је 1890. године Ходмезевашархељ један од највећих градова у тадашњој Мађарској.
Умро је у Вашархељу 1890. године извесни „сељак-богаташ” Андрија Јован Нађ, који иако сиромашног порекла постао је врло богат. Провео је живот радећи и штедећи, и није се променио када се обогатио - остао је прост скромни сељак, а сав свој огроман иметак је разделио у добротворне сврхе. У центру града је направио леп артески бунар, за спомен на себе, који је платио 25.000 ф. Владар га је 1888. године одликовао крстом са круном за заслуге.
У том граду је био око 1870. године, један од центара Назаренске секте, која је својим учењем одвајала вернике од православља. Одатле су систематски ширили своје јеретичко учење по Карловачкој митроплојији: „Кројачи, млинари, сајџије - крстаре и по најудаљенијим крајевима и врбују људе у назарене, често на нечувено препредене начине”.
У граду је 1867-1870. године била потпуна гимназија, коју су похађали и Срби из околине. Срби ученици у гимназији формирали су 1868. године ђачку дружину под називом „Пчела”.
На угарском сабору 1868. године Грци православни, дотад под српском Митрополијом су се поделили. Део је прешао под нову Румунску митрополију, а то је била грчка црквена општина и у Вашархељу.
У Вашархељу је око 1890. године отворен државни „Завод за оспособљавање забавиља”, који је радио на мађарском језику.
Током 20. века историја Ходмезевашархеља је обележена напрецима и падовима у зависности од честих ратова и мирних раздобља између. Данас је град важно индустријско средиште, посебно прехрамбене индустрије.

## Становништво
По процени из 2017. у граду је живело 44.009 становника.
| 1990.  | 2001.  | 2011.  | 2017.  |
| ------ | ------ | ------ | ------ |
| 51.180 | 48.909 | 46.047 | 44.009 |

Ходмезевашархељ спада међу највеће градове у Мађарској који нису седишта жупанија. Број становника опада, а везан је за слабу привреду и периферан положај грда у односу на главне правце развоја у држави.

## Срби у Вашархељу
Богати Срби,пренумеранти српских књига, у месту исписали су лепу културну историју о себи. Исајловићеву књигу о историји трговине набавили су 1816. године два житеља тог места: Данил Мојсић и Илија Антоновић. Два купца Вашархељска наручила су практичну књигу: Данил Мојсић и Теодор Антоновић. У Вашархељу су купци календара „Сербска пчела” 1832. године били: Петар Давидовић парох, те Павле Георгијевић и Андреј Мојсић трговци. Поучну књигу о значају оца, наручило је 1832. године много грађана: парох поп Петар Давидовић, Андреј Мојсић епитроп, затим трговци - Павле Константиновић, Павле Георгевић, Георгије Мојсић, те Матеја Матић учитељ, па пар ученка и калфи. Набавио је 1833. године књигу о баснама, у Старом Бечеју Павел Антуновић из Вашархеља. Херцеговачке и црногорске јуначке песме читале су се 1833. године у месту. Претплату су извршили тада: поп Петар Давидовић парох, госпођа удова Оросовица, Андреј Мојсић трговац и епитроп, Паво Константин Георгијевић трговац, Георгије Мојсић трговац и скупљач Матија Матић учитељ.
Димитрије Маринковић грађанин Вашархеља је 1838. године био сарадник, објављивао песме и загонетке, у „Србском народном листу” у Будиму. Пункт пренумерантски се често формира у том месту, па тако и 1843. године за једну популарну српску књигу: Светозар Давидовић ђакон, Арсеније Георгијевић учитељ, и Павле Георгијевић трговац месни а остало су читаоци са стране. Тамошњи трговац Павао Георгијевић купио је 1847. године кћерки Александри једну озбиљну епску књигу. Претплатник једне српске практичне књиге био је 1867. године мештанин Вашархеља, Павле Ђорђевић. Исте године Вукову књигу купио је тамошњи ђак, Иван Пачу.
По државном шематизму православног клира у Угарској из 1846. године место „Mező-Vasarhely” има 1076 православних становника. Православно парохијско звање је основано 1792. године, а црквене матрикуле се воде од 1793. године. Црква посвећена празнику Рођење Пресвете Богородице подигнута је 1785-1786. године, а звоник у маниру позног барока са класицистичким обележјима призидан је 1792. године. Иконе на иконостасу су почетком 19. века, и имају сигнатуре на грчком због ктитора Цинцара. За ту цркву је сликана велика икона Св. Наума са сценама из житија, рад Теодора Симеона Грунтовића, која је сада изложена у уметничкој збирци у Сентандреји. У парохији свештенство чине парох поп Петар Давидовић, а помоћник му је син капелан Светозар Давидовић.
У Вашархељу су у 19. веку свештеници били Давидовићи. Уз оца пароха Петра Давидовића (ту 1829), провео је 16 година као капелан (до око 1860) Стеван - Светозар Давидовић (умро 1890).
Други Петров син, такође свештеник Костантин Давидовић, остао је да га наследи као парох - „душепопечитељ” у тој парохији. Поп Коста је 1893. године послао поздравну честитку преко новина, јубилару заслужном педагогу свом бившем професору, Николи Вукићевићу на Препарандији у Сомбору, потписавши се са „стари ђак”. Умро је 1896. године у својој парохији, свом родном месту (рођен 1829). Завршио је гимназију потпуну у Вашархељу, затим Карловачку богословију и Сомборску препарандију - са одличним успехом. Провео је равно 40 година као вашархељски свештеник, прво очев капелан па парох. У храму је богослужење изводио будући зналац, на: „словенском, грчком и романском, а проповедао по потреби и на мађарском језику” (!), који су говорили наводно сви месни православци. У некрологу се још каже: „Био је добар Србин, научен човек и отличан свештеник, и бранилац Св. православља”.
Један извештач је пишући о приликама у том крају напоменуо за то место: „ту живе Грци”. Ходмезомашархељ је са другим околним местима у то време припао новој, румунској Арадској епархији. Срби су остали одвојени од осталих сународника, концентрисаних у „српској” Темишварској епархији. Реаговао је један тамошњи Србин, члан црквене општине Петар Дожић, тврдећи да би неко могао помислити да је то „друга Атина грчка”, а што није тачно, јер ту живе Срби и Грци. Било је 1881. године у месту 395 Румуна и 72 душе Грка и Срба. У месту су тада живели Срби из породица Мојсић, Живковић, Антоновић, Михајловић, Соколовић, Дожић и Ђурђевић. Други Срби су такође били староседеоци, али су се временом одродили. Срби су увек били уз цркву и помагали је, о чему постоје докази: средње звоно на торњу је њихов дар, као и готово сви унутрашњи црквени украси. Придошли Румуни су половином 19. века постали већина, и тражили су по том основу цркву за себе, а Срби и Грци су као староседеоци „основатељи”, бранили своја исконска права. Требало је да дође Расправна комисија у Ходмезовашархељ, и након утврђивања стања припреми деобу. Постојало је 1869. године у Вашархељу српско омладинско Друштво „Пчела”, које је приложило 6 ф. прилог за Српско народно позориште у Новом Саду.
У месту је 1846. народна вероисповедна школа са само пет ученика, којима предаје учитељ Емануел Јовановић.
Умрла је том граду јануара 1881. године Јованка Силарди, иначе рођена као Марија Лота, са 80 година. Оставила је по тестаменту 2000 ф. на дар тамошњем српском школском фонду.
Године 1885-1888. помоћ прима сиромашни српски народни учитељ у Вашархељу, Димитрије Адамовић.
У месту је постојала српска православна црквена општина која је почетком 20. века скоро изумрла. Али њено имање је било вредно пажње и износило преко 100.000 круна капитала. Један од последњих чланова те црквене општине је тражио да Темишварска епархија преузме тај капитал. Међутим због отезања, Румуни су сазнали за ту имовину и покренули су 1898. године судску парницу, желећи да приграбе део тог иметка. Спор 1903. године још није био завршен.
По српском извору из 1905. године Ходмезевашархељ је самостална црквена општина под јурисдикцијом српског патријарха или темишварског епископа. Тада је у месту 499 православаца од којих је само 23 Србина. Румуна је било унијата и православаца укупно 52 особе, док су остатак чинили „Мађари”. Нестали су прави православци међу којима је било и Грка. Остао је само „леп иметак”. Парохијом је те године администрирао синђел др Петроније Трбојевић калуђер.
У Вашархељу је око 1925. године један Мађар, бивши католички свештеник постављен за православног пароха. Ради се о др Владиславу Винеру, који је прешао у православну веру и запопио се. У месту готово да није ни било људи који су знали српски говорити, нити се за Србе држе, а остали су православци. Тако је заживела пракса (у више некадашњих српских богомоља у Мађарској) да се служба у храму обавља на црквено-словенском, а проповед држи за њих на разумљивом језику - мађарском. Били су то почеци нове, мађарске православне цркве, чији су се мисионари припремали код српског владике у Нишу.
Српска Богородичина црква у Вашархељу постоји на почетку 21. века и налази се у центру града. У зиду храмовном је сада седам надгробних споменика, са старим епитафима исписаним на различитим језицима. Четири су на славено-сербском језику.Месно српско православно гробље је заједно са протестантским, на северном крају града, уз пут за Сентеш. Власништво је наше црквене општине, а на њему се налази гробљанска капела посвећена Св. цару Константину и Св. царици Јелени. Споменици су новији из 20. века, и само два-три су са епитафима на српском језику.

## Партнерски градови
- Хехинген
- Арад
- Баја
- Сента
- Баја Маре
- Харлемермер
- Келме
- Сокобања
- Solotvyno
- Валори
- Згјеж
- Турда
- Кишкунхалаш
- Аксарај

## Галерија
- Градска кућа
- Главни трг у Ходмезевашархељу
- Калвинистичка црква
- Градски парк